# National Science and Technology Council
Der National Science and Technology Council (NSTC) ist ein Beratungsgremium, das den Präsidenten der Vereinigten Staaten in Fragen der Wissenschaft und Technologie unterstützt. Der NSTC wurde am 23. November 1993 durch Präsident Bill Clinton per Exekutivorder gegründet und hat seinen Sitz in Washington, D.C.

## Aufgaben und Ziele
Der NSTC hat die Aufgabe, den Präsidenten und sein Kabinett in Fragen der Wissenschaft und Technologie zu beraten. Das Gremium fördert die Zusammenarbeit zwischen den verschiedenen Bundesbehörden, die mit wissenschaftlicher Forschung und technologischer Entwicklung befasst sind, und koordiniert die verschiedenen wissenschaftlichen und technologischen Programme der Bundesregierung.
Zu den Hauptzielen des NSTC gehören:
- Die Förderung von Forschung und Entwicklung in den Bereichen Wissenschaft und Technologie.
- Die Entwicklung und Umsetzung einer nationalen Strategie für Wissenschaft und Technologie.
- Die Förderung der Zusammenarbeit zwischen Regierung, Wissenschaftlern, Industrie und der akademischen Gemeinschaft.

## Struktur
Der NSTC wird von einem Vorsitzenden geleitet, der vom Präsidenten der Vereinigten Staaten ernannt wird. Der Vorsitzende des NSTC ist in der Regel der Wissenschaftliche Berater des Präsidenten. Das Gremium besteht aus Vertretern der verschiedenen Bundesbehörden, die mit Wissenschaft und Technologie befasst sind, sowie aus Mitgliedern der akademischen Gemeinschaft und der Industrie.
Der NSTC ist in verschiedene Untergruppen oder Ausschüsse unterteilt, die sich mit spezifischen Themen und Fragestellungen der Wissenschaft und Technologie befassen. Diese Ausschüsse arbeiten eng zusammen, um die Umsetzung der wissenschaftlichen und technologischen Prioritäten der Regierung zu unterstützen.

## Aktivitäten
Der NSTC ist in eine Vielzahl von Aktivitäten und Initiativen zur Förderung von Wissenschaft und Technologie in den Vereinigten Staaten involviert. Dazu gehören unter anderem:
- Die Entwicklung von nationalen Forschungs- und Entwicklungsstrategien in Bereichen wie erneuerbare Energien, Informationstechnologie, Biowissenschaften und Raumfahrt.
- Die Koordinierung von Forschungsprogrammen und -initiativen zwischen den verschiedenen Bundesbehörden, um Doppelarbeit zu vermeiden und Ressourcen effizienter einzusetzen.
- Die Förderung von Bildungsprogrammen und -initiativen zur Stärkung der wissenschaftlichen Bildung und Ausbildung in den USA.
- Die Unterstützung von Forschung und Entwicklung zur Lösung gesellschaftlicher Herausforderungen sowie zur Förderung von Innovationen.